# 関島良致
関島 良致（せきじま りょうち、文化3年（1806年） - 明治21年（1888年）12月30日））は江戸時代の信濃国の医師、手習師匠、神職。
伊那郡島田村出身。江戸で雨森宗真、京都で宇津木昆台名古屋で柳田凌雲に各派医学を学んだ後、下川路村の旧家関島家の養子に入り、医業、寺子屋百華園、八幡宮神職を受け継いだ。
明治時代にはウィーン万国博覧会に対する筑摩県の出品物収集、天竜峡の名勝化にも貢献した。

## 生涯

### 修学時代
文化3年（1806年）信濃国島田村（長野県飯田市）に大平清因の長男として生まれた。幼名は退蔵。文政8年（1825年）10月江戸で雨森宗真に入門して医学を学び、文政10年（1827年）4月帰郷して6月29日下川路村関島良基の養子となった。
文政10年（1827年）9月上川路村開善寺江西和尚に従い京都に上り、車屋町通宇津木昆台に入門し、1年間古方派医学を学び、文政11年（1828年）9月29日帰郷した。文政12年（1829年）養父良基から家伝の医学を皆伝され、下川路村に開業した。
天保2年（1831年）7月伊豆木から帰郷する丹羽盤桓子に従い良基の命で名古屋に行き、柳田凌雲に中神流医学、水谷豊文に本草学を学び、また尾張藩儒深田香実と交流した。

### 家業経営
天保4年（1833年）5月良基の死に伴い家督を相続し、医業と共に寺子屋百華園を受け継いだ。
天保9年（1838年）3月23日から11月12日まで西国旅行に行き、長崎、大坂、京都を巡った。
嘉永3年（1850年）医道長上丹波氏により信濃国・飛騨国門人総取締役を命じられた。嘉永4年（1851年）10月九州旅行に出かけ、12月隠居した。
元治元年（1864年）長男良載が死去したため、医業を再開した。

### 明治時代
明治5年（1872年）2月筑摩県参事永山盛輝が「学校創立告諭書」を発すると、自宅百華園を下川路村郷学校として提供し、教師を務めた。明治8年（1875年）5月からは村内旧歌舞伎舞台が校舎として使われることとなり、以後卒業間近の生徒のみを教えた。明治6年（1873年）には医業、下川路村八幡宮の神職からも手を引いた。
明治5年（1872年）中央政府はウィーン万国博覧会参加のため出品物の収集を各府県に命じ、5月23日関島良致は元飯田藩医丸山竜眠と共に筑摩県産物取調方世話役に命じられ、各村名主等を通じて産物収集に務めた。
晩年は古器物収集にも関心を持った。明治15年（1882年）日下部鳴鶴と天竜峡十勝を定めた。
明治21年（1888年）12月30日死去し、法名は弟子の開善寺春淙和尚により信厚院誠道松泉居士と名付けられた。

## 家族
- 実父：大平左馬介清因 - 島田村八幡宮神職。天保4年（1833年）5月没[2]。
- 実母 - 大瀬木村佐竹養貞長女[2]。
- 養父：関島良基 - 下川路村庄屋大上関島家から分家し、寺子屋百華園を開いた[7]。
- 妻：よし - 良基兄新右衛門種孚娘[7]。
  - 長男：良載 - 文政12年（1829年）生。幼名は年太郎。天保12年（1841年）8月25日八幡村松尾亨庵、天保14年（1843年）名古屋丹羽嘉六、柳田凌雲に入門して各派医学を学び、嘉永4年（1851年）12月家業を継いだが、元治元年（1864年）死去した[2]。
    - 孫：周一 - 医業を継ぐため名古屋に留学したが、その後関沢家の農業が度々水難の被害を受けたため、その立て直しに専念した[8]。
    - 孫：琴四郎 - 松本医学校、東京大学医学部を修了し、医業を継いだ[8]。

  - 娘：しつ - 熊谷有斎妻[7]。
  - 子：長次郎[7]
  - 子：致里 - 幼名は四郎三郎。上柳家養子[7]。
  - 娘：ゑい - 大平俊英妻[7]。
  - 娘：とりの - 林代二郎妻[7]。